# لي روبينسون
لي روبينسون (بالإنجليزية: Lee Robinson)‏ (2 يوليو 1986 بسندرلاند في المملكة المتحدة - ) هو لاعب كرة قدم بريطاني في مركز حراسة المرمى. لعب مع ريث روفرز وسانت جونستون وكوين أوف ساوث ونادي أوسترسوند ونادي رينجرز ونادي كيلمارنوك ونادي غرينوك مورتون.

## وصلات خارجية
- لي روبينسون على موقع قاعدة بيانات كرة القدم.إي يو (الإنجليزية)
- لي روبينسون على موقع Soccerbase.com (لاعب) (الإنجليزية)